# Kalkstein

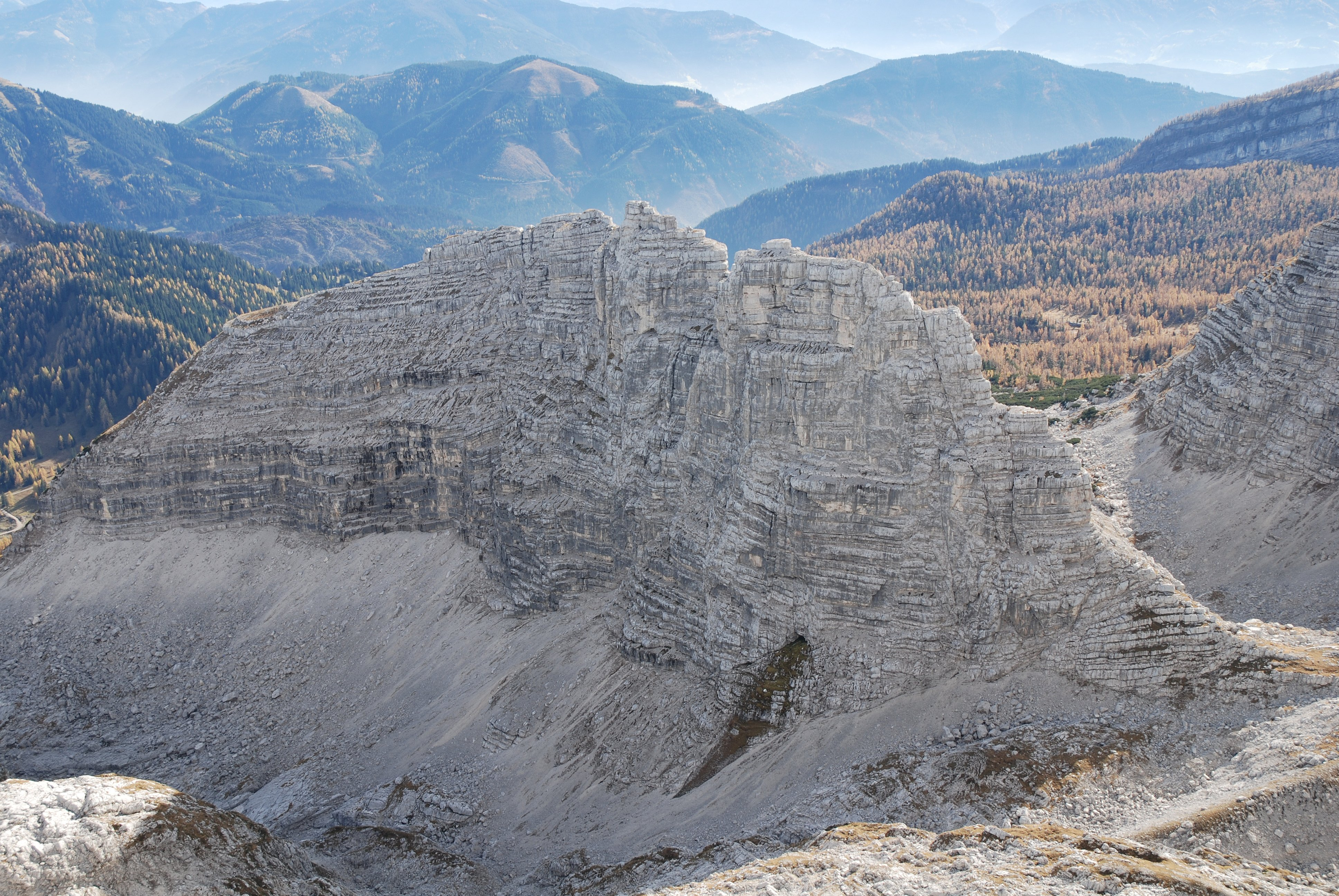
Dachsteinkalk, eine Fazies der Nördlichen Kalkalpen

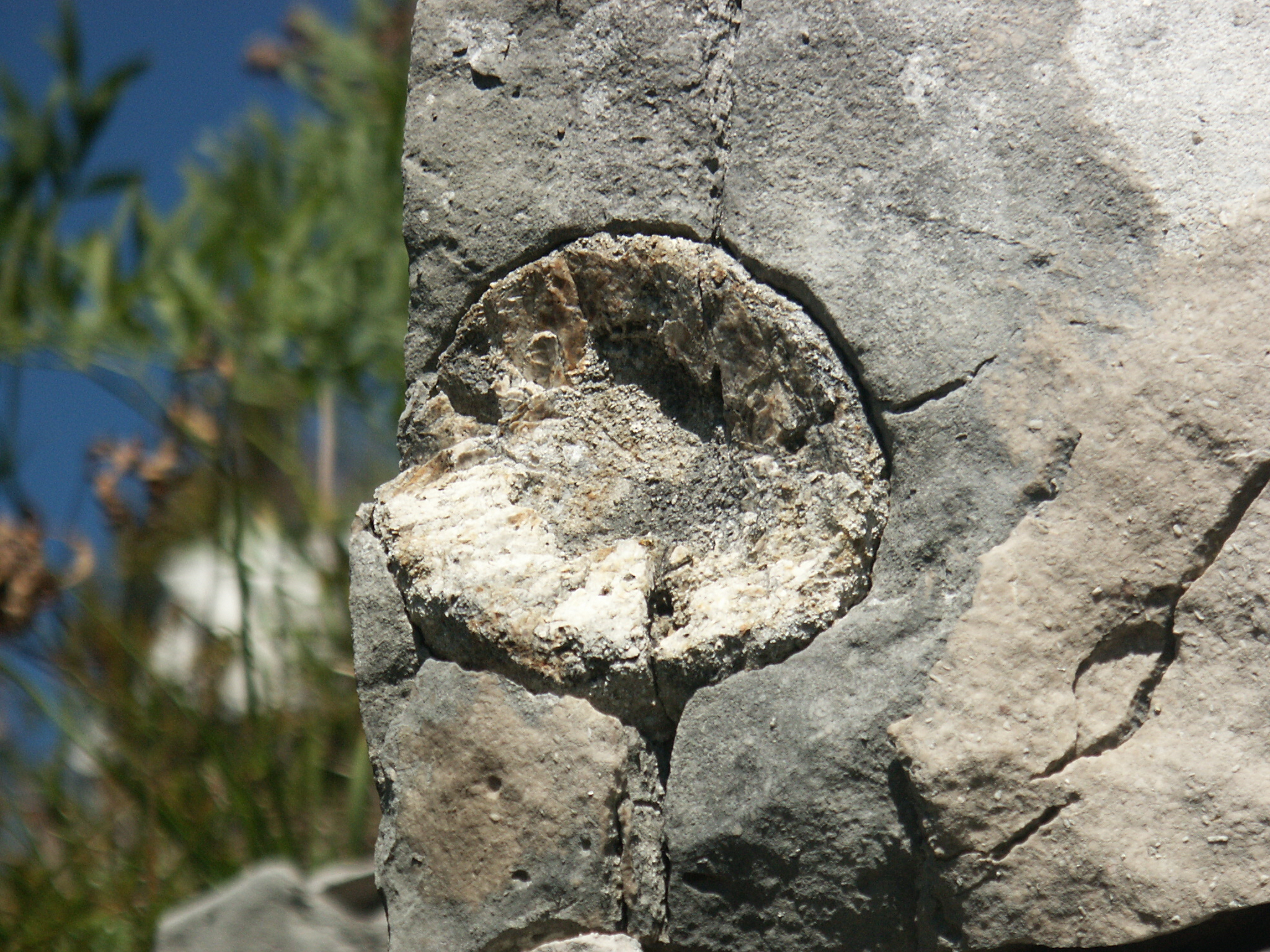
Kalkstein mit Einlagerung am kleinen Barmstein an der Grenze von Bayern zu Österreich

Als Kalkstein (von „Kalk“, Bezeichnung für kohlensauren Kalk, gebrannten Kalk und gelöschten Kalk) werden Sedimentgesteine bezeichnet, die überwiegend aus dem chemischen Stoff Calciumcarbonat (CaCO3) in Form der Mineralien Calcit und Aragonit bestehen.
Kalkstein ist ein äußerst variables Gestein; dies betrifft sowohl seine Entstehung als auch seine Eigenschaften, das Aussehen und die wirtschaftliche Verwendbarkeit. Es gibt daher innerhalb der Geologie eine eigene Fachrichtung, die Karbonatsedimentologie, die sich ausschließlich mit der Entstehung und den Eigenschaften der verschiedenen Kalksteintypen befasst. Die meisten Kalksteine sind biogener Herkunft (von Lebewesen gebildet), es gibt aber auch chemisch ausgefällte und klastische Kalksteine.
Kalksteine besitzen eine enorme wirtschaftliche Bedeutung als Rohstoff für die Bauindustrie und als Naturwerkstein. Des Weiteren sind solche Lagerstätten Speichergestein für Erdöl und Erdgas.
Nicht zu den Kalksteinen im engeren Sinn werden Umwandlungsgesteine wie Marmor und magmatisches Gestein wie Calcitkarbonatit gezählt, obwohl diese ebenfalls zum überwiegenden Teil aus Calcit oder anderen Calciumcarbonaten bestehen.

## Begriff

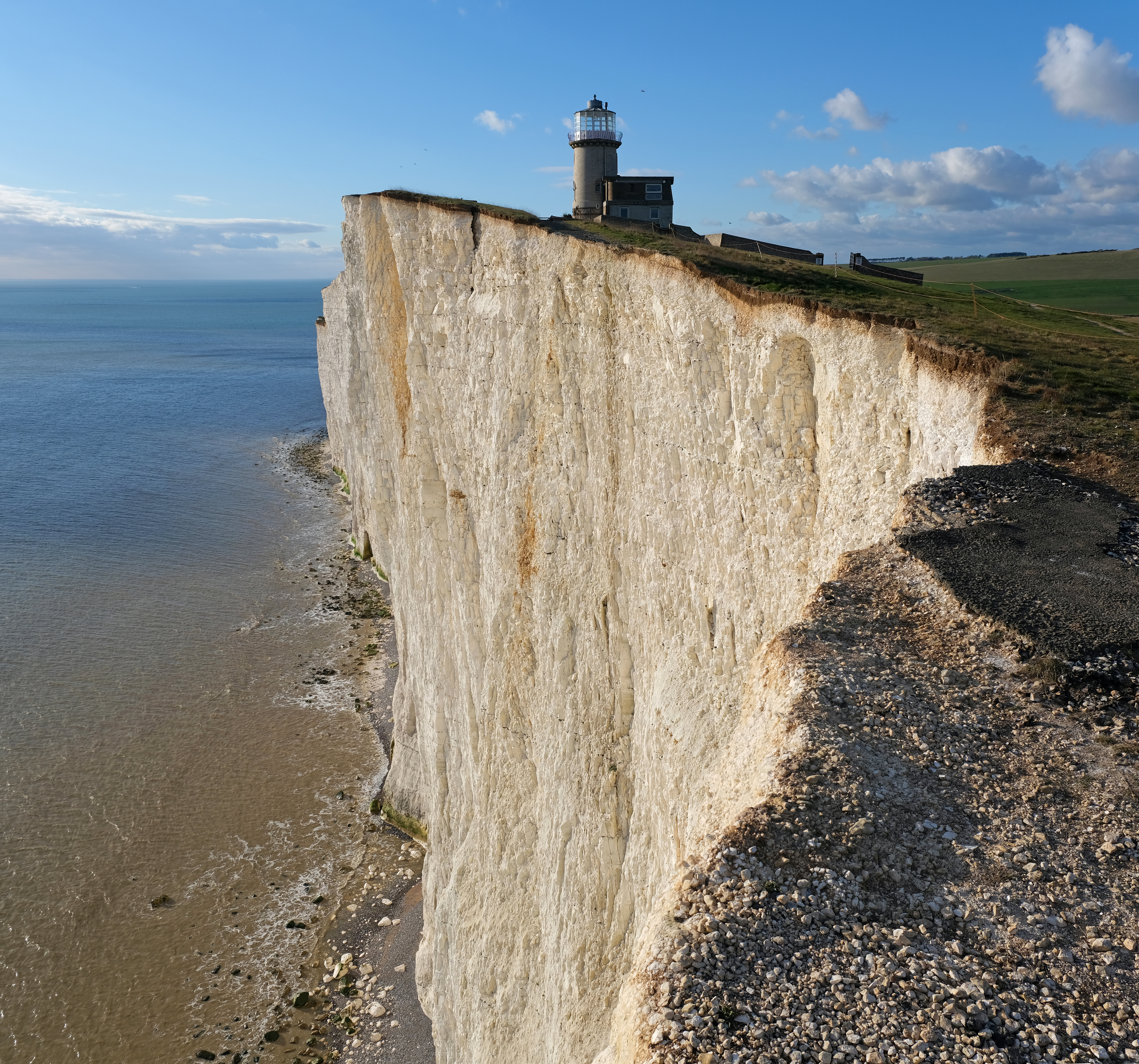
Die Seven Sisters an der südenglischen Kreideküste

Der Begriff Kalkstein wird sowohl in der Umgangssprache als auch in der technischen und der wissenschaftlichen Fachsprache verwendet, aber mit unterschiedlichen Bedeutungen. Während man in der Wissenschaftssprache den Begriff relativ umfassend verwendet und außer den stark verfestigten Kalksteinen auch relativ mürbe Gesteine wie die Kreide den Kalksteinen zurechnet, ist der Begriff in der Baustoffindustrie eher auf stark verfestigte Kalke eingeschränkt. Weiterhin bezeichnet man im Steinmetz- und Steinbildhauerhandwerk und in der Naturwerksteinindustrie polierfähige Kalksteine oft als „Marmor“, obwohl sie im geologischen Sinne keine Marmore sind. Marmor ist in den Geowissenschaften ein metamorphes Gestein.

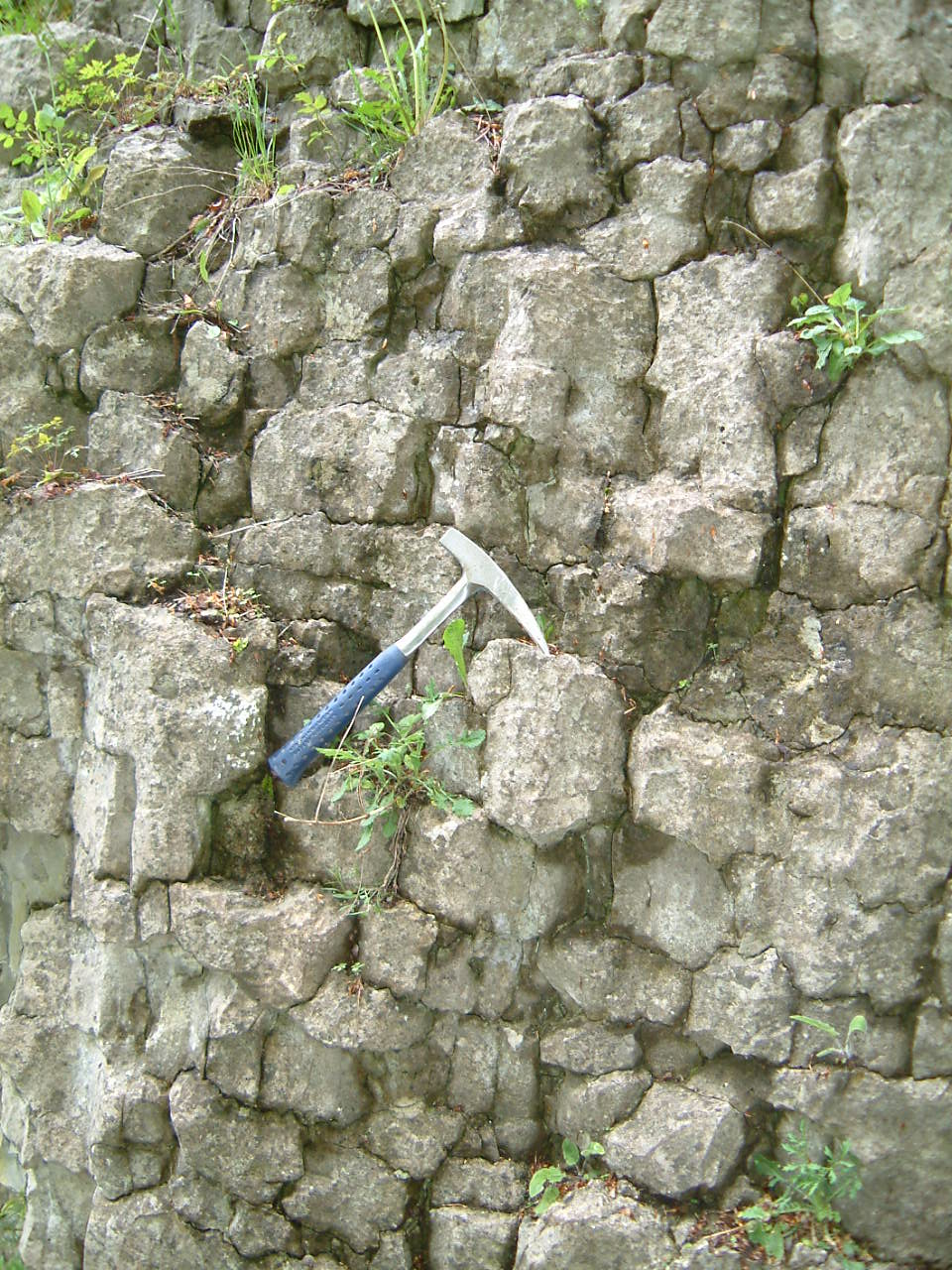
Stinkkalk (Zechstein, Marsberg)

## Zusammensetzung
Kalkstein besteht überwiegend aus den Mineralen Calcit und Aragonit, zwei Kristallisationsformen von Calciumcarbonat (kohlensaures Calcium CaCO3). In unterschiedlichen Anteilen können andere Minerale wie Tonminerale, Dolomit (CaMg(CO3)2), Quarz oder Gips beteiligt sein. Überwiegt der Dolomitanteil, so spricht man von Dolomitstein. Besitzt der Kalkstein einen relativ hohen Anteil an Tonmineralen, so bezeichnet man ihn als Mergel. Kalkstein kann bis zu mehreren Prozent organische Substanz enthalten und wird bituminöser Kalk (bei Vorhandensein von Schwefelwasserstoff auch Stinkkalk) genannt.

## Eigenschaften
Kalkstein ist typisch hell, weiß bis ocker-farbig, je nach Gehalt an Mangan-, Eisenoxiden und anderen farbigen Mineralien. Mit Härte nach Mohs = 3 ist Kalkgestein relativ weich. Die Dichte von dichtem (= nicht porösem) Kalkstein ist 2,6 – 2,9 kg/dm3.

## Entstehung von Kalkstein
Kalksteine können innerhalb der Sedimentgesteine mehreren Typen angehören. Kalkstein erodiert, wird abgetragen, transportiert und an anderer Stelle als klastisches Sediment wieder abgelagert. Kalkstein kann ebenso auch durch chemische Prozesse (die wiederum von Lebewesen beeinflusst werden können) aus dem Wasser ausgefällt werden.
Der überwiegende Teil der Kalksteine ist aber biogenen Ursprungs, das heißt, er wurde von Lebewesen gebildet und abgelagert.

### Biogener Kalkstein

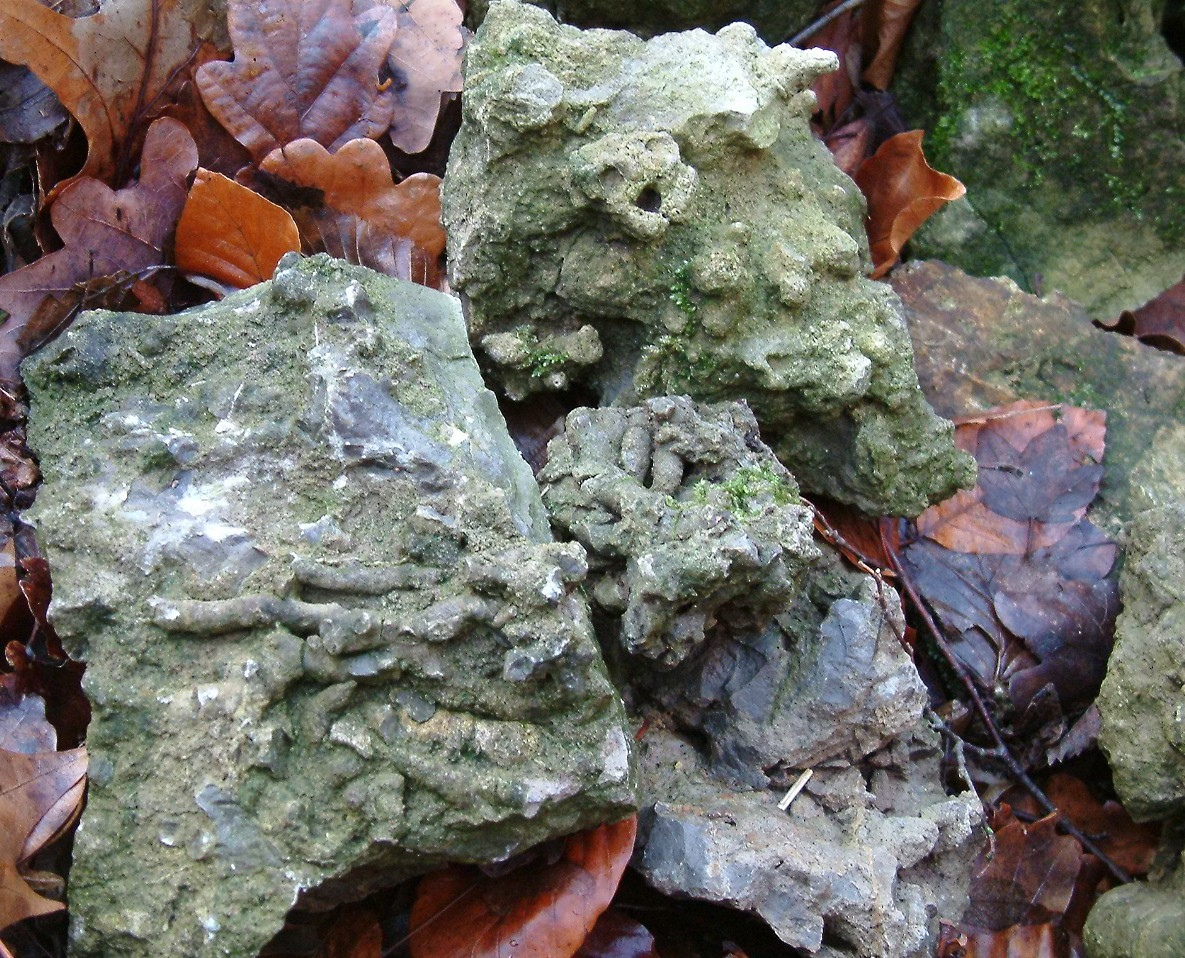
Kalkstein aus dem Devon

Bei biogener Herkunft wird Kalkstein meistens von Mikroorganismen oder Steinkorallen abgelagert. Untergeordnet findet man auch Kalksteine, die zum überwiegenden Teil aus Schnecken, Muscheln oder Schwämmen bestehen. In jedem Fall besteht das Gestein aus Calciumcarbonat, welches Bestandteil der Lebewesen war und zum Aufbau von Außen- oder Innenskeletten abgeschieden wurde.

#### Von Mikroorganismen abgelagerter Kalkstein
Von Mikroorganismen abgelagerte Kalksteine sind für gewöhnlich feine, mikrokristalline Sedimentgesteine wie Kreide, die durch Ablagerung von Schalen fossiler Kleinstlebewesen, vor allem Coccolithen der Coccolithophoriden und Schalen der Foraminiferen, entstanden sind. Auch kalkabscheidende Algen und Bakterien (Stromatolithen) können gesteinsbildend sein. 
Man findet im Gestein aber auch unmittelbar aus dem Meerwasser ausgefällten Calcit. Mehr oder weniger häufig und oft an eng begrenzte Lagen gebunden, finden sich mit bloßem Auge erkennbare Makrofossilien, die damit Übergangsstufen zu den Fossilkalken anzeigen. Bilden sich keine geschichteten Bank- oder Plattenkalke, spricht man von Massenkalk. 
Das Gestein entsteht, wenn nach dem Tod der Lebewesen die Schalen zu Boden sinken und zunächst sogenannte Kalkschlämme bilden. Kalkschlämme können sich im offenen Ozean jedoch nur bis zu einer bestimmten Tiefe bilden. Unterhalb der sogenannten Carbonatkompensationslinie wird aufgrund des Wasserdruckes das Calciumcarbonat vollständig gelöst, so dass die Sedimente unterhalb dieser Linie stets carbonatfrei sind. Die Tiefe der Carbonatkompensationslinie schwankt; sie liegt in den Tropen zwischen 4500 und 5000 Meter Wassertiefe.
Durch die Diagenese der Schlämme entsteht fester Kalkstein. Während der Verfestigung bilden sich neue Calcitkristalle. Dabei wird der größte Teil des ursprünglich vorhandenen Aragonits in Calcit umgewandelt. So können Hohlräume mit später (sekundär) gebildeten Kristallen ausgefüllt oder durch starke Umkristallisierung die bestehenden Sedimentstrukturen mehr oder weniger vollständig verwischt werden.
Kreide ist ein weicher heller Kalkstein mit sehr feinkörniger Matrix aus Coccolithen, Foraminiferen, calcitischen Dinoflagellatenzysten (Calcisphären) und amorphem Kalkschlamm mit großer Porosität, welche aber im Gegensatz zum Travertin optisch nur an der matten Oberfläche sowie am Saugverhalten zu erkennen ist.
Im Süßwasser entstandene Kreide wird als Seekreide bezeichnet.
Lagern sich silikatische Sedimente wie Tonminerale und Schluff zugleich mit dem Calciumcarbonat ab, entsteht Mergel.

#### Fossilkalke

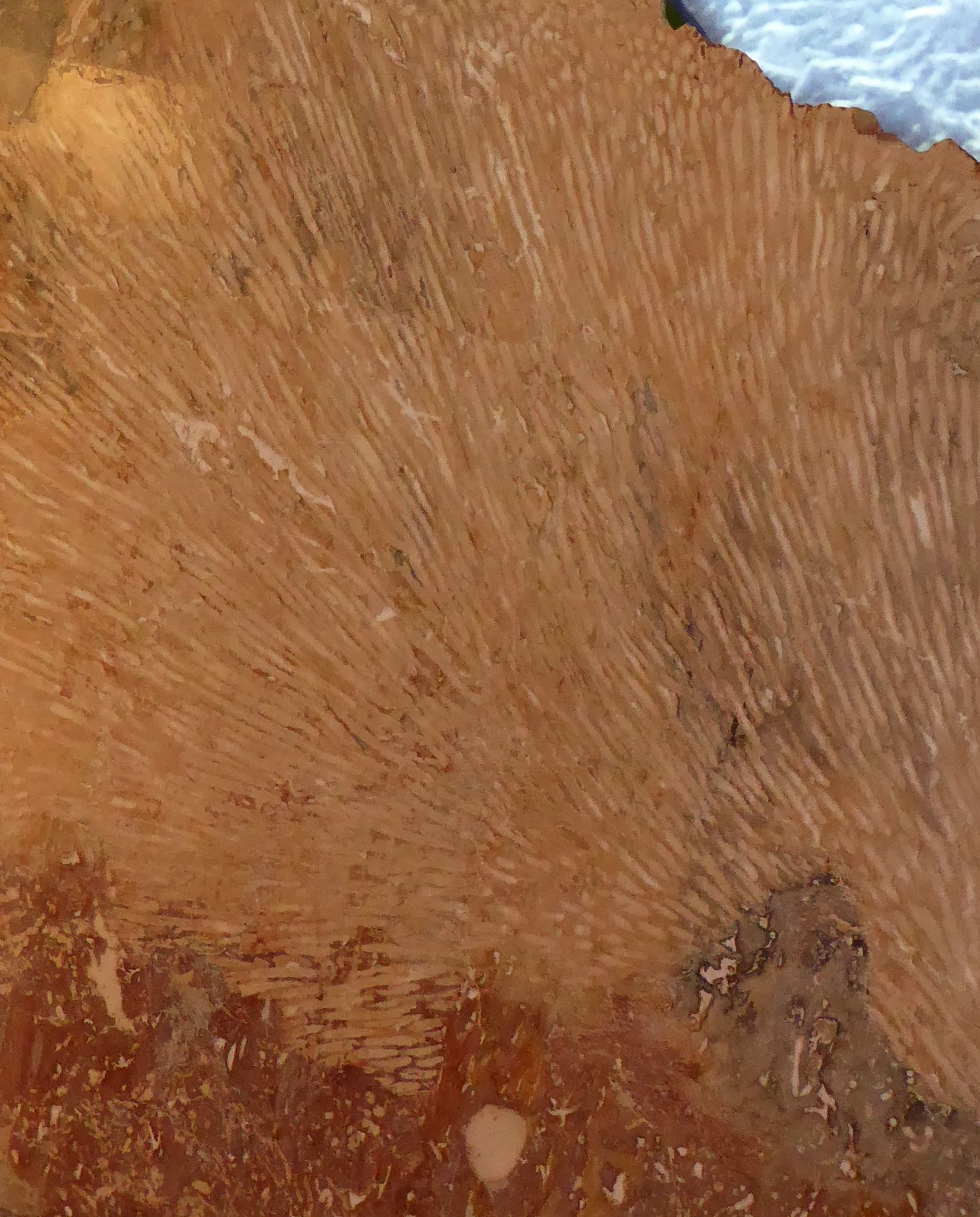
Adneter Marmor, Riffkalk mit Korallenstock, Österreich

Fossilkalke sind Gesteine oder Lagen innerhalb von sonst massigen Kalksteinen, die zum überwiegenden Teil aus mit bloßem Auge sichtbaren Fossilien bestehen. Weltweit am häufigsten sind Korallenkalke, da durch das Wachstum von Korallenriffen und ihrem Zerfall bedeutende Gesteinsmächtigkeiten entstehen können. Andere, häufig zu findende Fossilkalke benennt man nach den überwiegenden Gesteinsbildnern Molluskenkalk, Foraminiferenkalk (auch Nummulitenkalk), Brachiopodenkalk, Bryozoenkalk, Goniatitenkalk, Crinoidenkalk und anderen. Nulliporenkalk entsteht durch kalkabscheidende, mehrzellige Algen. Gesteine mit Schalenresten abgestorbener Tiere bezeichnet man mitunter als Muschelkalk, obwohl darin nicht nur Vertreter der Muscheln enthalten sein können. Wenn die Strukturen sehr deutlich sichtbar sind, ist die Bezeichnung Schillkalkstein (Schill) üblich.
Bei den im Kalkstein erhaltenen Fossilien wird zwischen Lebensgemeinschaften und Grabgemeinschaften unterschieden. Lebensgemeinschaften repräsentieren die an Ort und Stelle vorkommenden Organismen und werden unmittelbar nach ihrem Tod in das Sediment eingebettet oder sind als bodenbewohnende Lebewesen bereits eingebettet. Grabgemeinschaften werden durch Strömungen und andere Transportmechanismen verfrachtet und an bestimmten Stellen (z. B. im Stromschatten) wieder abgelagert. Die darin enthaltenen Lebewesen stammen oft nicht aus einem gemeinsamen Biotop.
Während Korallen- und andere Riffkalke recht festen Kalkstein bilden, durchlaufen die anderen Fossilkalke zunächst eine diagenetische Verfestigung ähnlich den oben erläuterten Massenkalken. Durch nachträgliche Umkristallisierungen in vorhandenen Hohlräumen können sich alle Fossilkalke, auch die Riffkalke, deutlich verändern.

### Chemisch und biogen ausgefällter Kalkstein

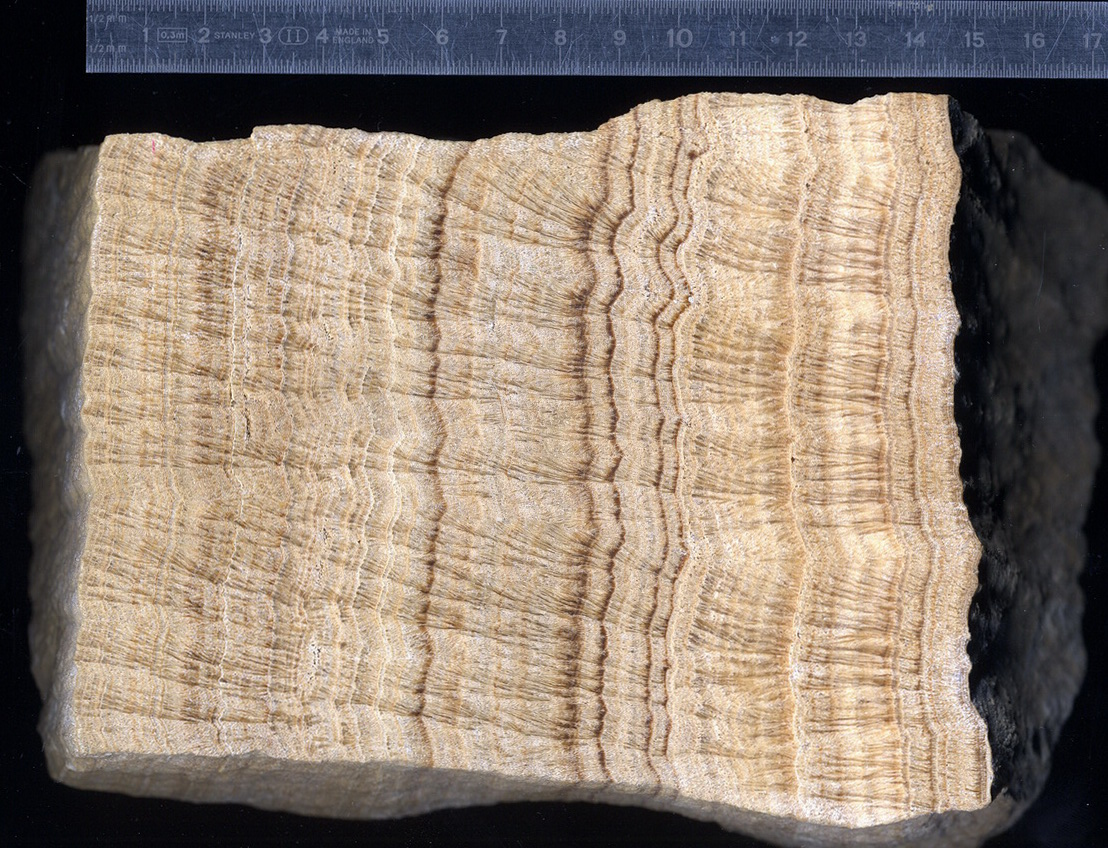
Kalksinterablagerung aus einem römischen Aquädukt; gut erkennbar ist die unterschiedlich starke, aber dichte Sinterschichtung (Durchschnitt 1 mm/Jahr).

Natürlich vorkommendes Meer- und Süßwasser enthält immer mehr oder weniger viel Calciumhydrogencarbonat, das mit Calciumcarbonat, Kohlendioxid und Wasser in einem chemischen Gleichgewicht steht. Bei einer Aufkonzentration durch Verdunstung kommt es zur Ausfällung von Calciumcarbonat. Kalksteine können so Teil einer Evaporitserie sein.
Innerhalb der Eindampfungsfolge wird Kalkstein wegen der vergleichsweise geringen Löslichkeit des Calciumcarbonats als erstes abgeschieden und tritt an der Basis der Gesteinsserie auf. Im Weiteren folgen meist Gips und die leicht löslichen Salzgesteine wie Steinsalz. Im Meer können Calcitkristalle nur in den obersten 200 m abgeschieden werden, da in größeren Tiefen durch den zunehmenden Wasserdruck die Löslichkeit für Kohlendioxid zunimmt und sich das chemische Gleichgewicht hin zum gut löslichen Calciumhydrogencarbonat verschiebt. Calcit-Kristalle können aber bis zur Carbonatkompensationslinie absinken.
Der Fällungsprozess des Calciumcarbonats kann ohne Beteiligung von Lebewesen ablaufen, wird aber meist durch die Aktivität von Lebewesen wie Algen und im Süßwasser auch Moosen unterstützt. Die Photosynthese der Pflanzen verbraucht das Kohlendioxid im Wasser, wodurch sich das chemische Gleichgewicht zum Calciumcarbonat verschiebt, das als Calcit aus der Lösung ausfällt.
Die Fällung des Calcits geschieht sowohl innerhalb der Wassersäule als auch am Grunde von Gewässern direkt auf den Untergrund. Im ersten Fall bilden sich im Wasserkörper mikroskopisch kleine Kristalle, die zu Boden sinken. Die Diagenese der so entstandenen Kalkschlämme führt zu einem festen Kalkstein. Im zweiten Fall wachsen die Calcitkristalle direkt auf andere Kristalle am Gewässergrund auf, so dass die Gesteinsbildung auch in Fließgewässern möglich ist. Dieser Mechanismus ist für die Entstehung von Travertin und Kalktuff typisch.
Zu den chemisch ausgefällten Kalksteinen zählen auch die kalkigen Oolithe, bei denen die Carbonatabscheidung konzentrisch um Kristallisationskeime herum erfolgte.

### Klastische Kalksteine

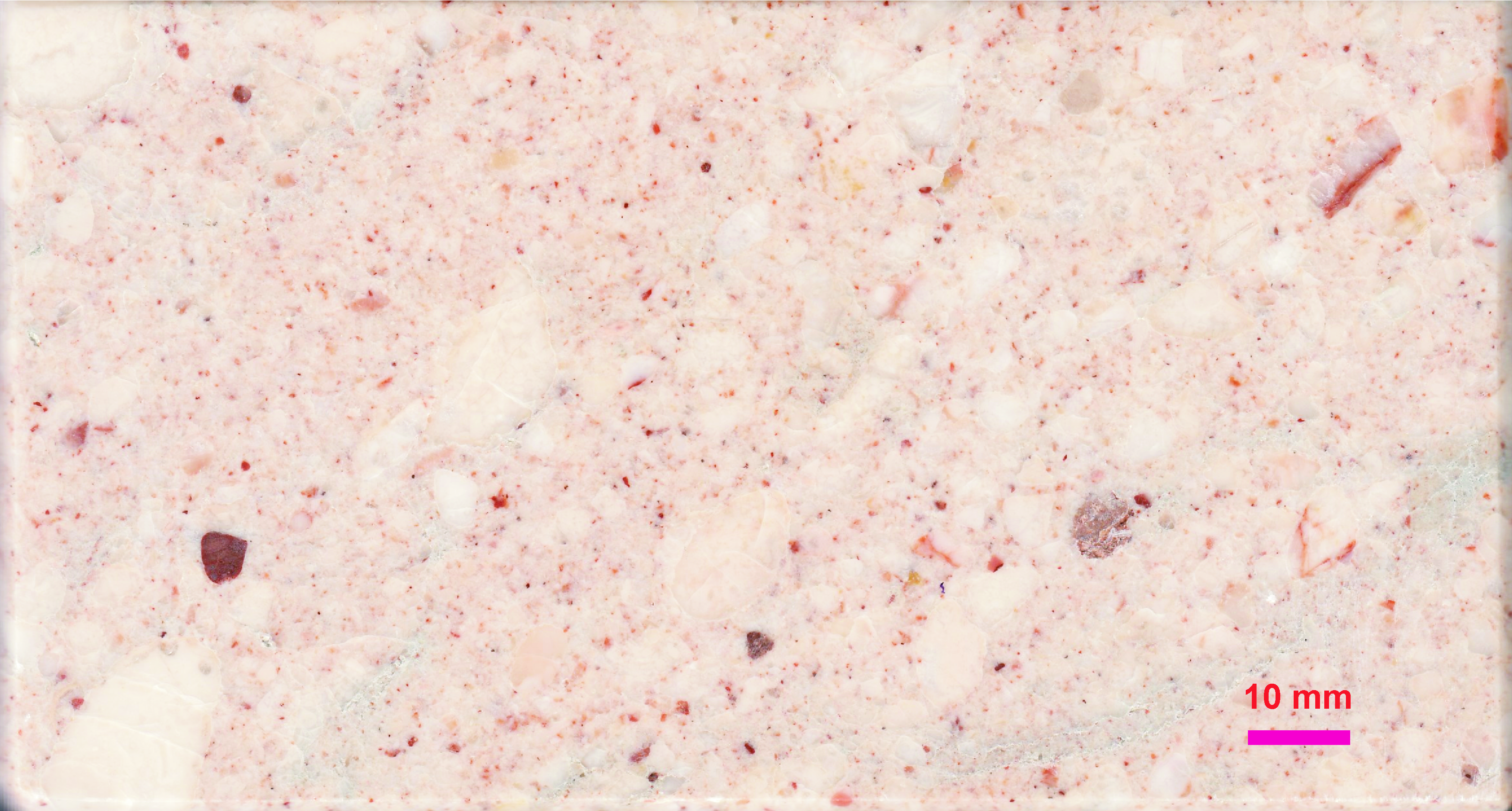
Kalkkonglomerat („Untersberger Marmor“)

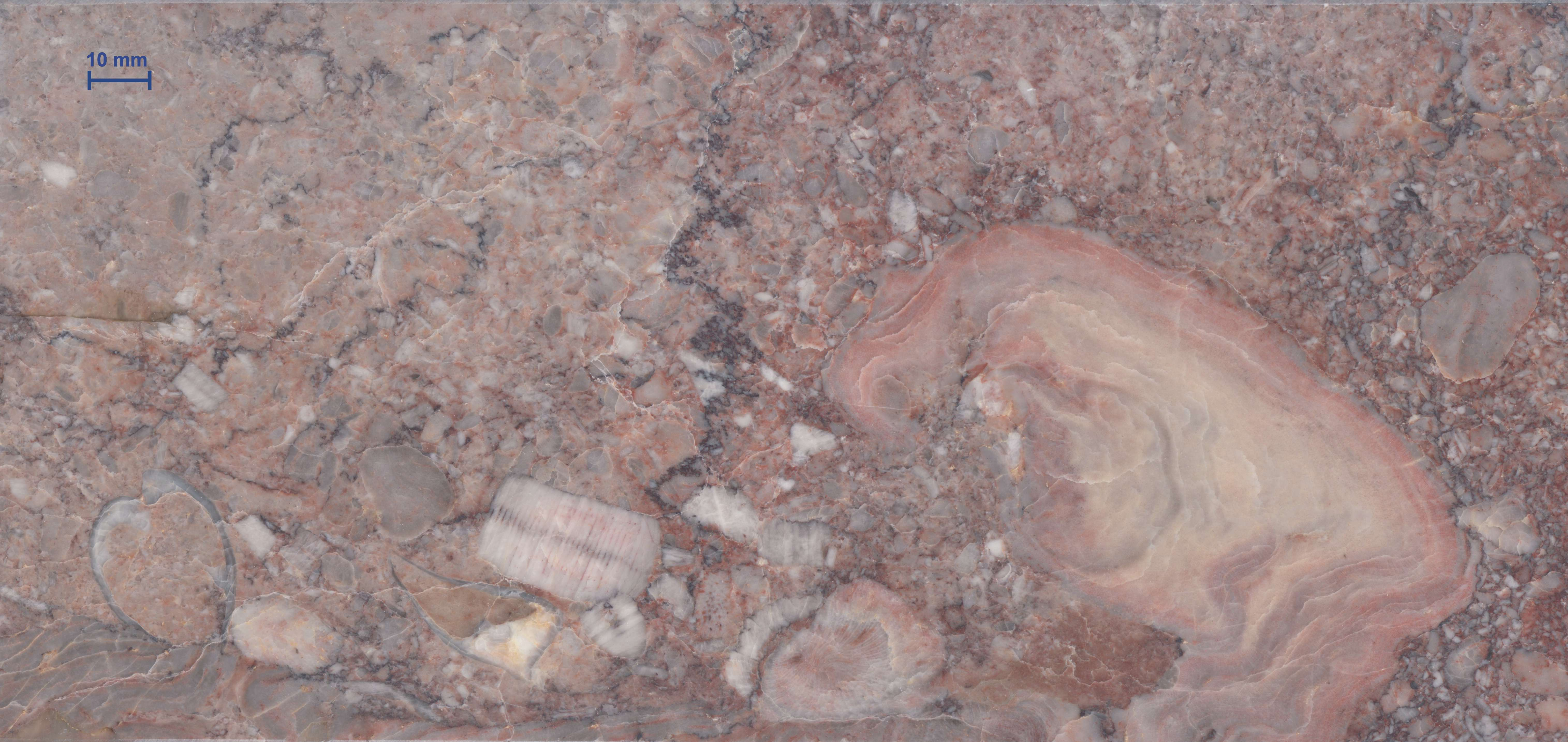
Riffschutt-Kalkstein

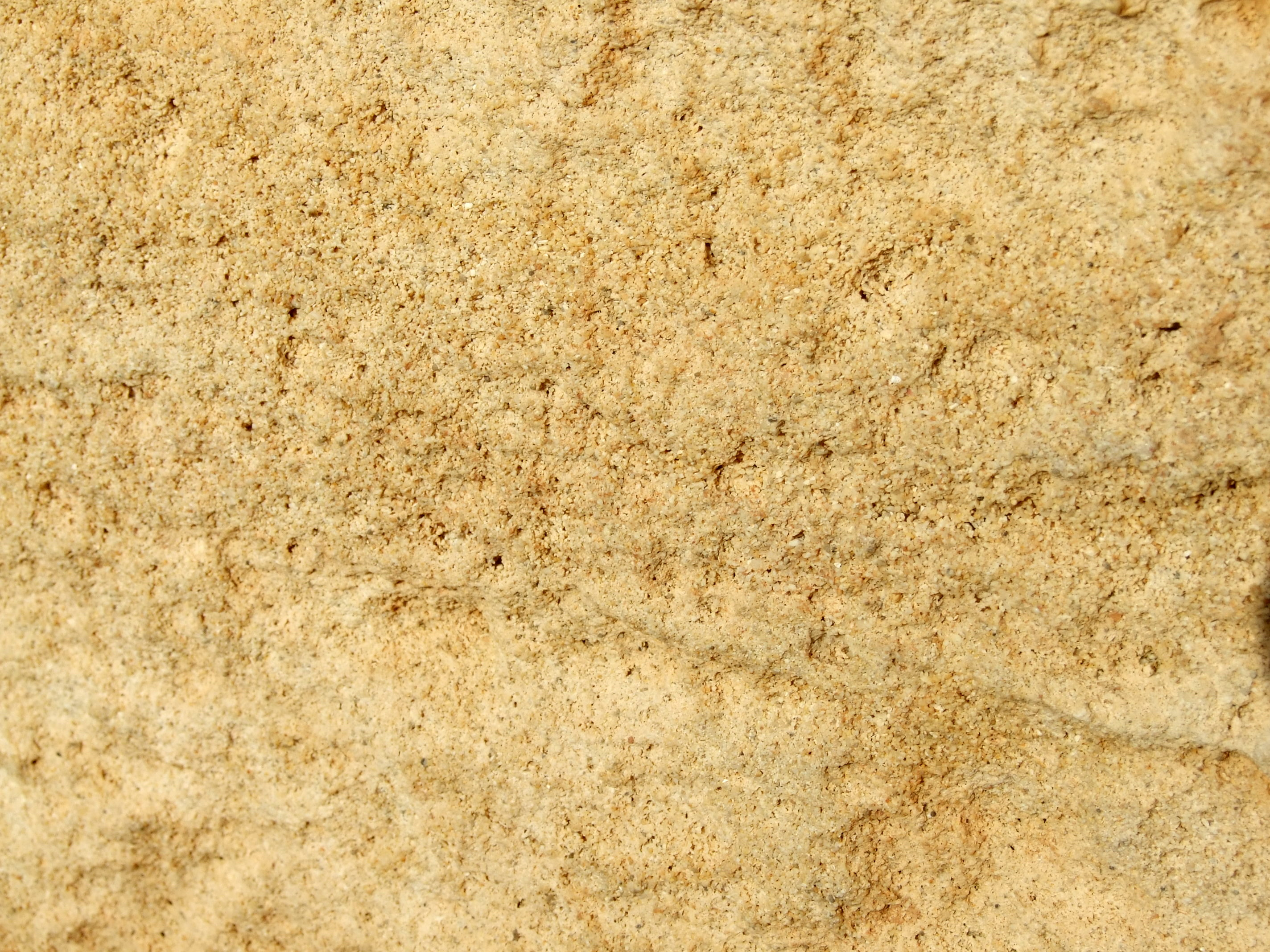
Nahaufnahme von Marès, ein Kalkarenit von der Insel Mallorca

Klastische Sedimentgesteine können unter bestimmten Bedingungen fast vollständig aus Calciumcarbonat bestehen und werden dann als Kalkstein bezeichnet. Jedoch gehören sie in eine der Kategorien der klastischen Sedimente. Aufgrund der geringen mechanischen und chemischen Widerständigkeit der Körner werden diese meist nur über kurze Entfernungen transportiert und abgelagert. Oft verbleiben nur die gröberen Sedimentpartikel.
Anschaulich sind sogenannte Riffhangbrekzien, bei denen sich am Fuße eines Korallenriffes abgebrochenes, meist eckiger Riffschutt ansammelt. Nach der Korngrößenabstufung und der Form der Bioklasten handelt es sich dabei eher um eine Brekzie (Kalkbrekzie).
Ein besonderer Fall ist der Kalkarenit, in dem fossile Bruchstücke mit Bruchstücken anderer Kalkgesteine vermischt sind, die in marinen Flachwasserzonen entstanden. In manchen Fällen bindet eine noch feinkörnigere mikritische Masse die Klasten.
Einteilung der klastischen Kalksteine (nach der durchschnittlichen Korngröße):
- Rudit > 2 mm
- Arenit 2–0,063 mm
- Siltit 0,063–0,004 mm
- Lutit 0,004–0,001 mm
- Kryptit < 0,001 mm

## Aussehen

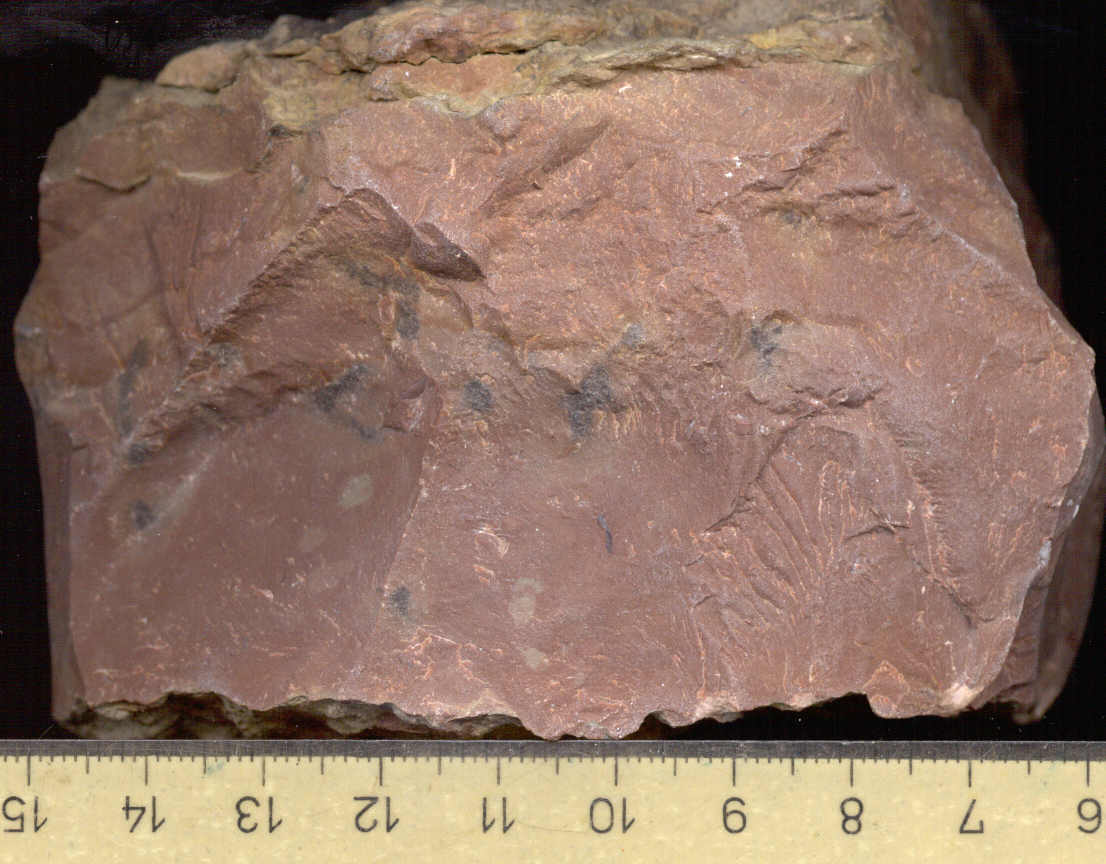
Dichter roter Kalkstein

Kalksteine besitzen in den meisten Fällen eine helle, graue bis graugelbe Farbe. Durch Beimengungen anderer Minerale wie Eisenverbindungen kommen aber auch kräftigere, vor allem rötliche Farbtöne vor. Bituminöse Kalksteine können dunkelgrau bis schwarz gefärbt sein. Chemisch ausgefällte Kalksteine oder von Mikroorganismen abgelagerte Kalksteine sind für gewöhnlich feinkörnig und dicht. Je nach Entstehungsbedingungen findet man dort mehr oder weniger häufig Fossilien. Fossilkalke besitzen hingegen zahlreiche gut erkennbare Fossilien. Diese Kalke enthalten oft Poren und andere Hohlräume. Große Hohlräume sind in Süßwasserkalken wie Travertin oder Kalktuff enthalten.

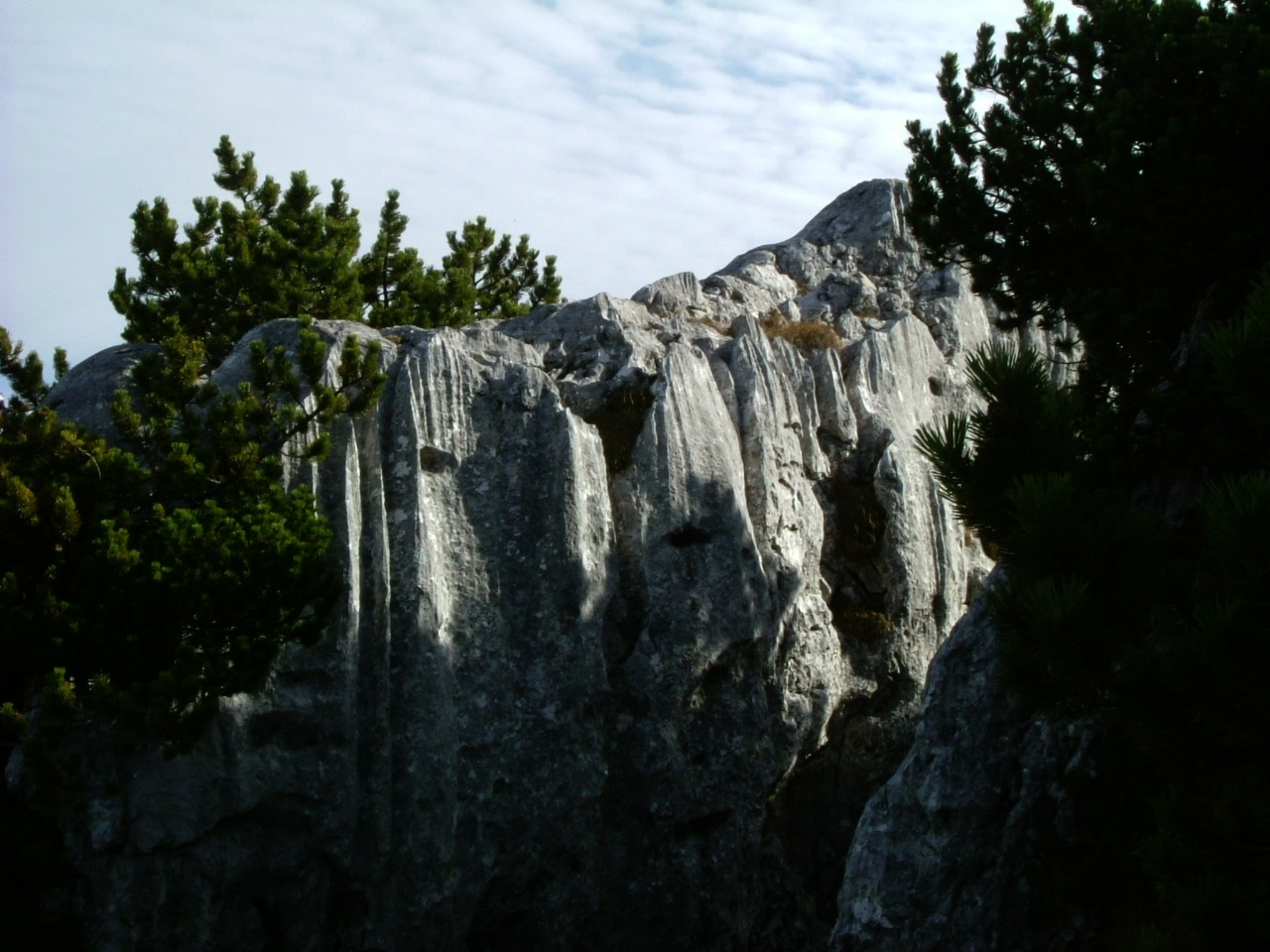
Verkarsteter Dachsteinkalk, Kehlstein (Berchtesgaden)

## Identifikation

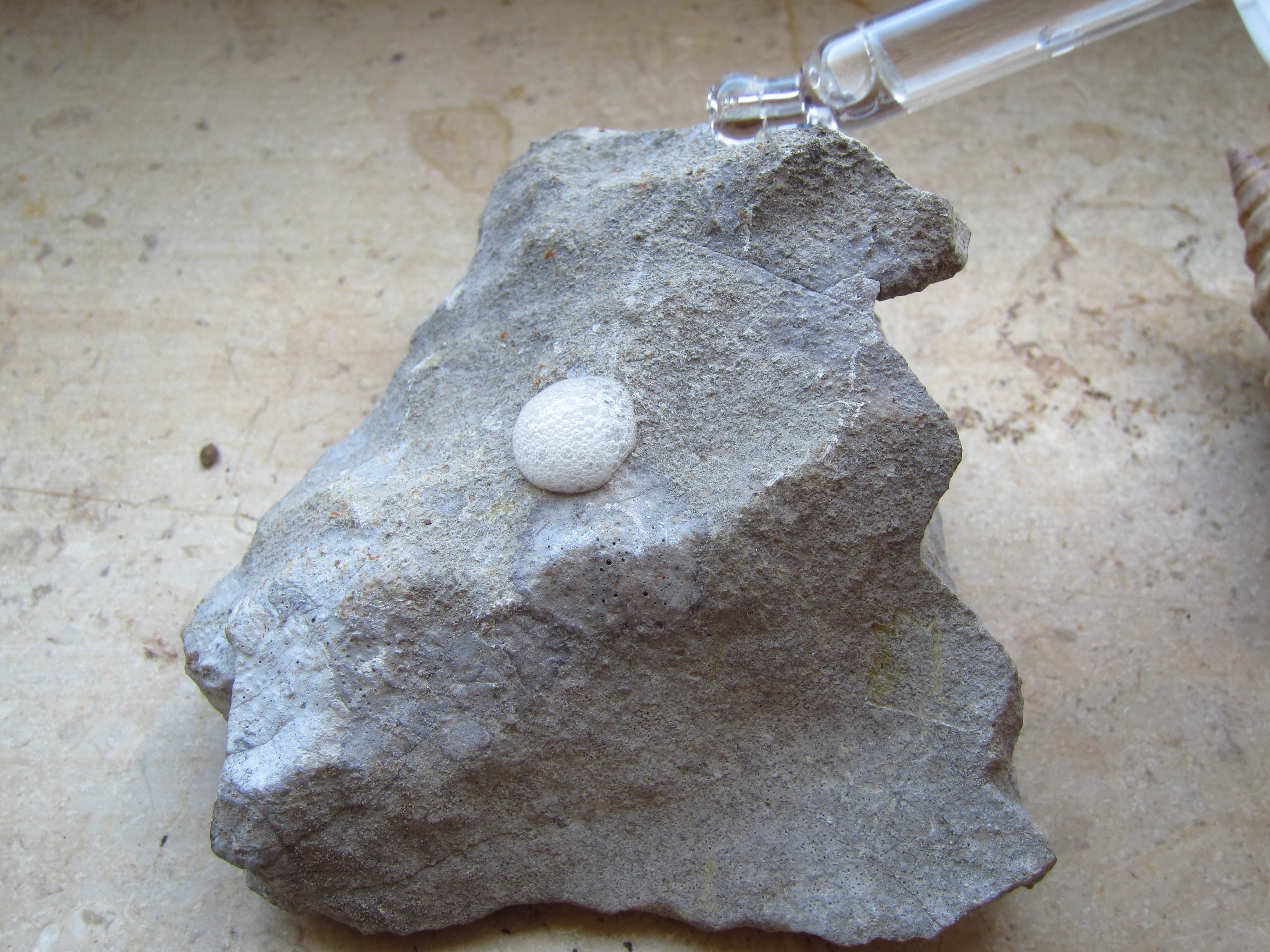
In der Natur wird Kalkstein mit 10%iger Salzsäure nachgewiesen. Braust diese auf, so ist es Kalkstein. Dolomit braust dagegen nur wenn die Salzsäure erhitzt wird.

In der Praxis wird Kalkstein mittels 10%iger Salzsäure im sogenannten Carbonattest (Kalktest) nachgewiesen. Wird auf einen Kalkstein ein Tropfen Salzsäure gegeben, so braust dieser stark auf, da Kohlendioxid freigesetzt wird. Bei Dolomit verläuft derselbe Test ohne Aufbrausen. Eine Bläschenbildung wird bei Dolomit nur mit der Lupe sichtbar. Wird erhitzte Salzsäure auf Dolomit gegeben, braust dieser ebenfalls. Hiermit kann Kalkstein und Dolomit mit einfacher Methode unterschieden werden und Kalkstein eindeutig bestimmt. Der gesamte Calciumcarbonatgehalt eines Sedimentgesteins (oder auch kalkhaltigen Bodens) kann im Labor mit der „Carbonatbestimmung nach Scheibler“ mit spezieller Apparatur bestimmt werden.

## Verwitterung des Kalksteins

### Karst und Süßwasserkalke
Wegen der vergleichsweise guten Löslichkeit des Carbonats ist Kalkstein ein für die chemische Verwitterung anfälliges Gestein und bildet spezielle Lösungsformen. Später kann das gelöste Carbonat wieder ausgefällt werden und Gesteine wie Kalktuff, Kalksinter und Travertin bilden. Beide Prozesse werden unter der Bezeichnung Verkarstung zusammengefasst. Durch Verkarstung geprägte Landschaftsformen werden als Karst bezeichnet.
Rendzina-Böden bilden sich über verwitterndem Kalkstein und sind für Karstgebiete typisch.
In Karstgebieten bilden sich Höhlen, wenn hydrographisch wegsames Sickerwasser den Kalkstein im Untergrund auflöst und die gelösten Anteile (Lösungsfracht) abtransportiert. Im Zusammenspiel verschiedener Faktorenkönnen sich Tropfsteine als Kalksinter bilden.

### Physische Verwitterung

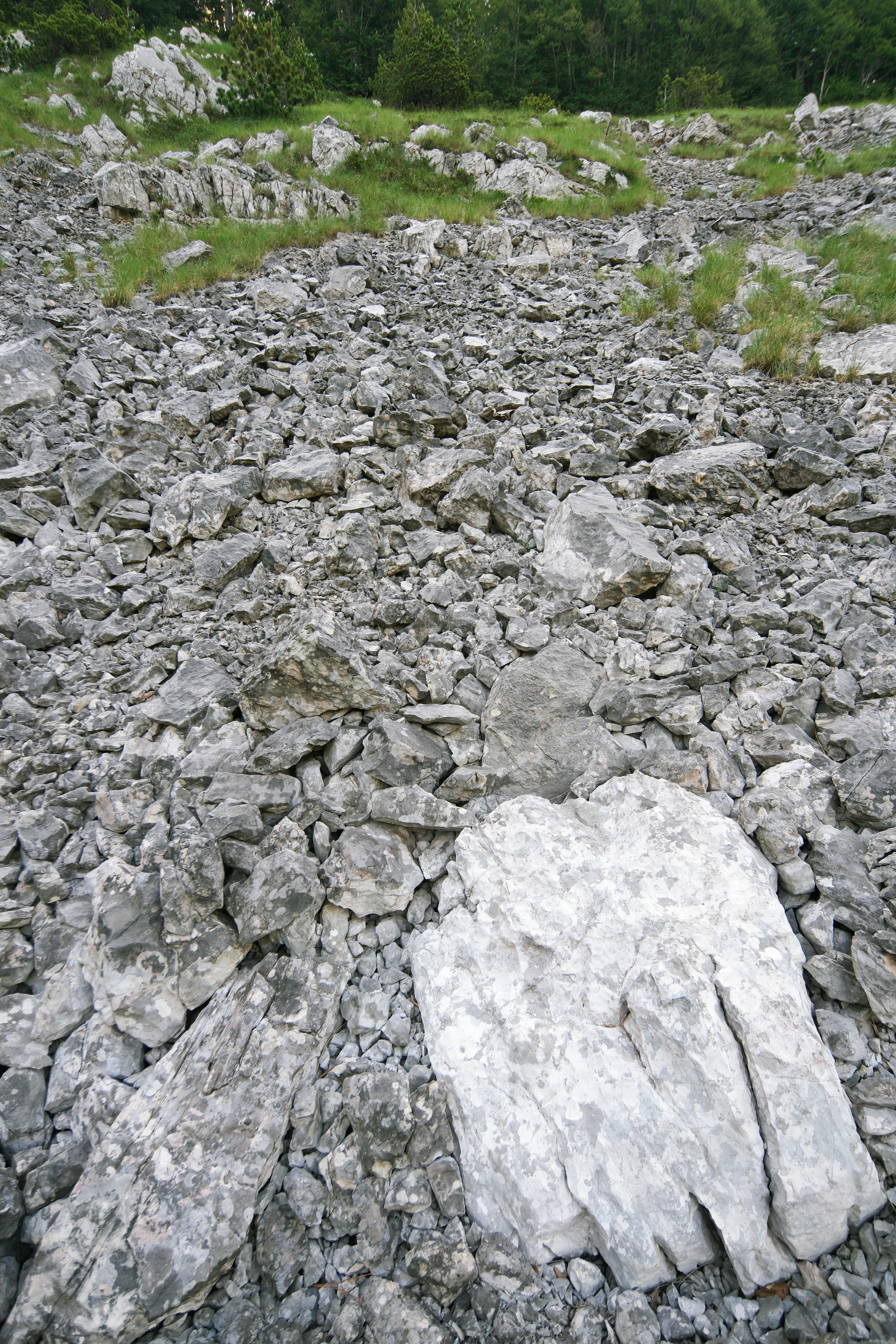
Frostverwitterung von Kalkstein. Oberkreidezeitliche Decke des Hochkarstes im Orjen

Kalkstein verwittert leicht unter subarktischen und arktischen Klimaten sowie im Hochgebirge durch Frostsprengung und bildet dann kataklastische Brekzien. Der spröde Stein ist bei Wechselfrösten sowie hoher Feuchtigkeit anfällig. Er verwittert zu periglazialen Lagen, wie sie rezent in den Kalkhochgebirgen sowie seltener in den arktischen Breiten flächig gefunden werden. Periglazialer Kalkfrostschutt sammelt sich an Nordhängen oder in beschatteten Mulden; er ist kantig und zeigt klimabedingt kaum Zeichen chemischer Verwitterung. Die sukzessive Besiedlung durch Pflanzen führt in den Alpen über die Flora der Kalkschutt- oder Kalkschneetälchen und Spaliersträuchern zu Bergkiefergebüschen.

## Verwendung

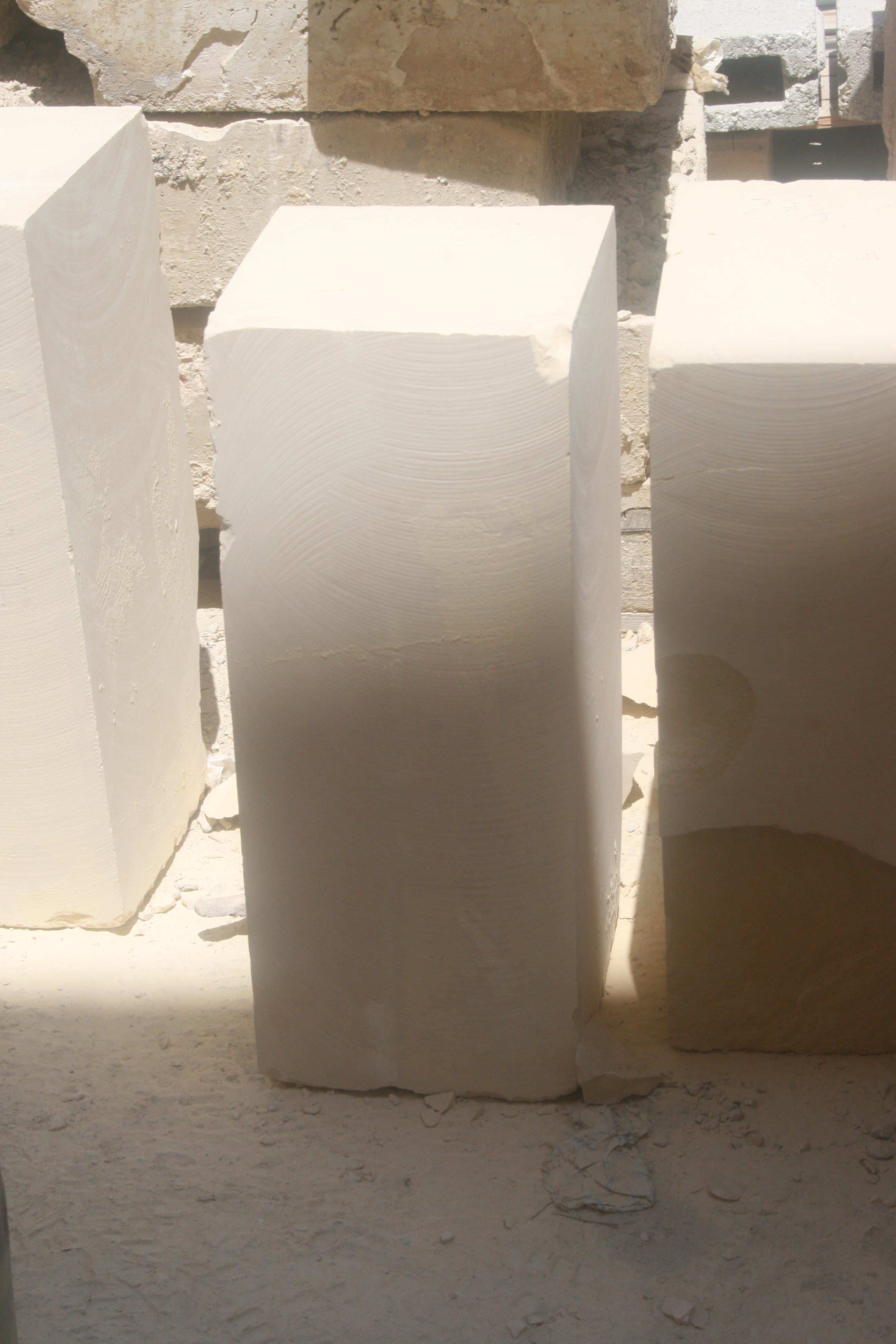
Künstlicher Kalksandstein als Baumaterial

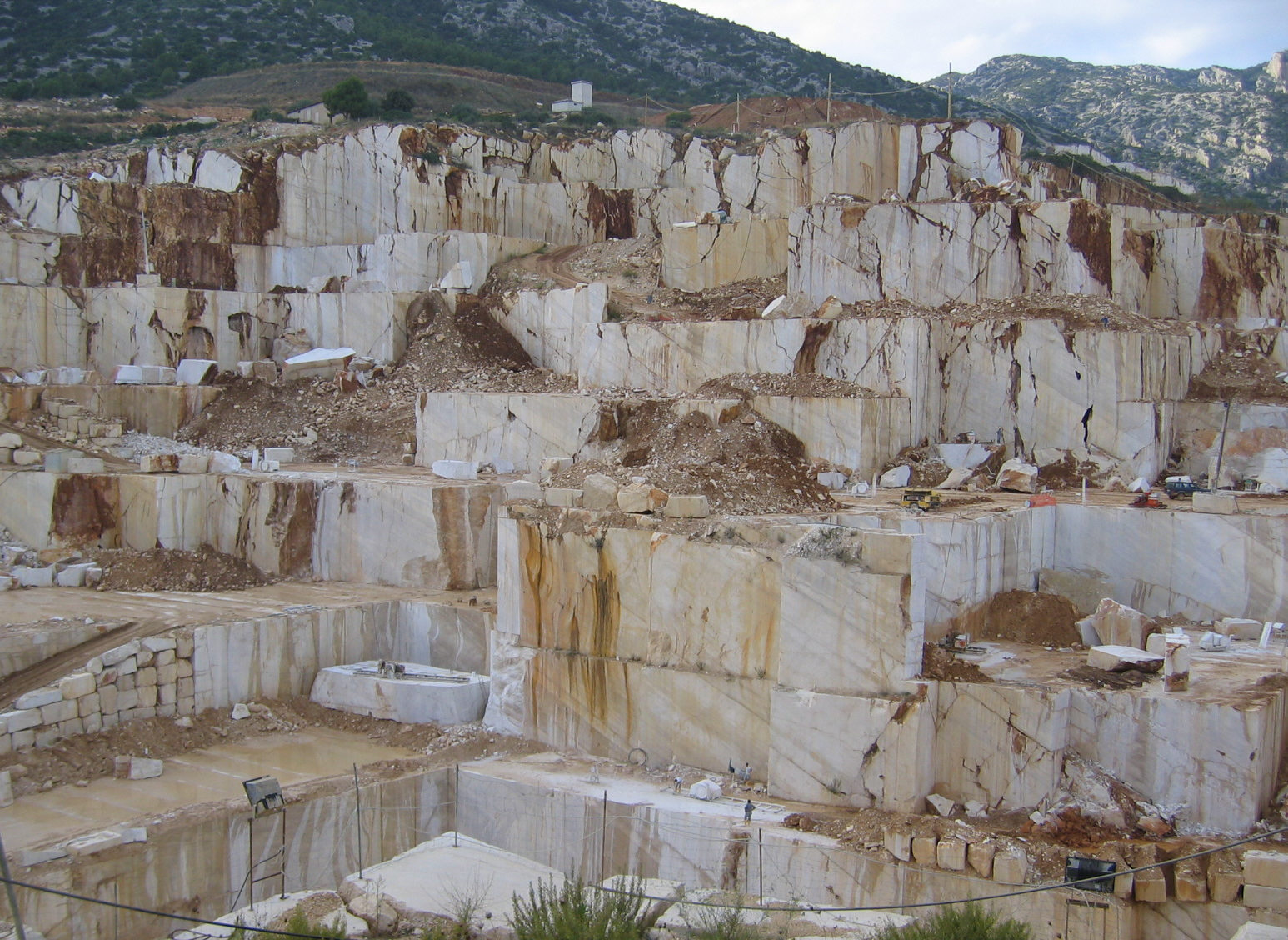
Kalksteinbruch auf Sardinien

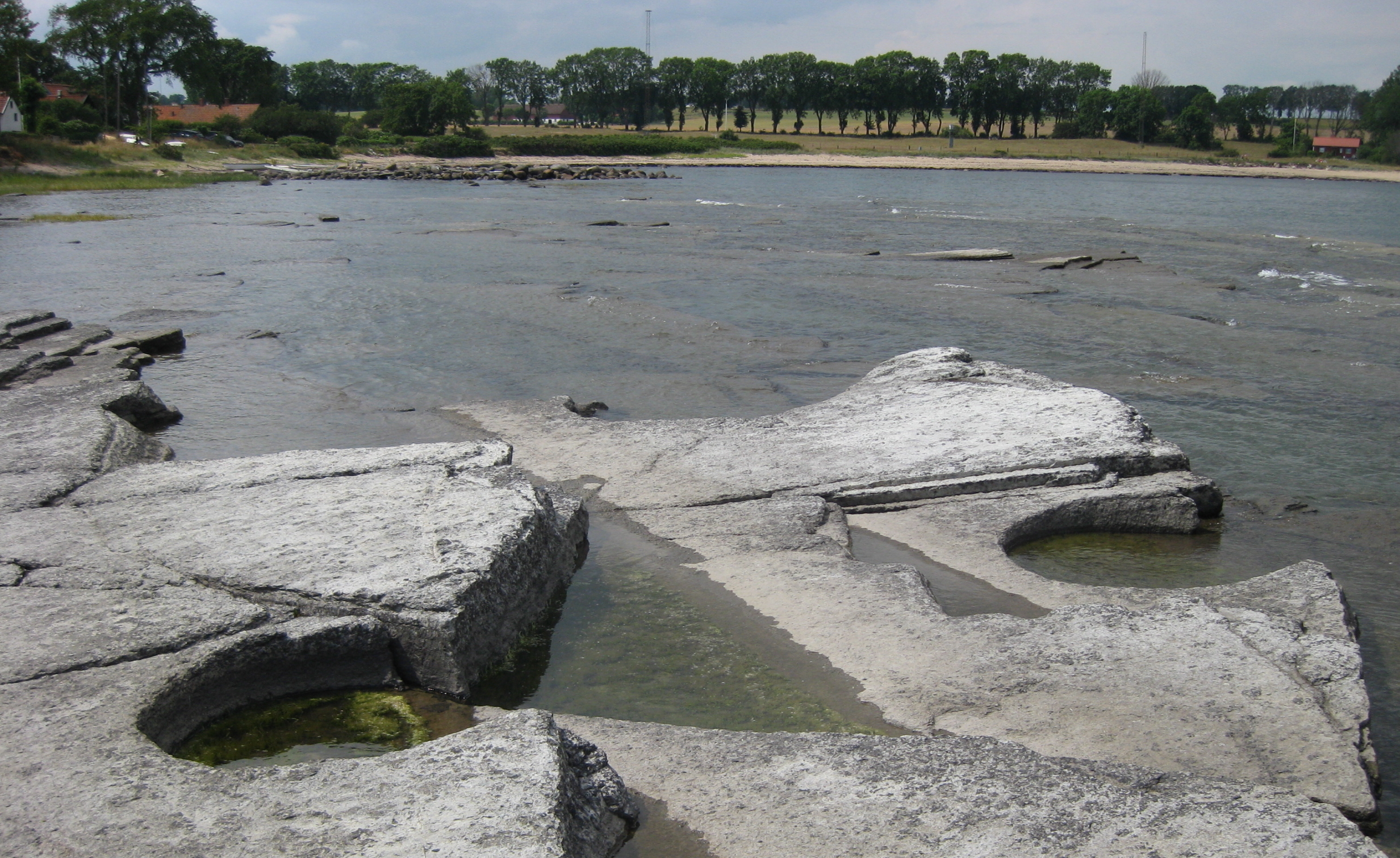
Bucht von Gislöv mit den dortigen Kalksteinfelsen, die erkennbar als Steinbruch für Mühlsteine genutzt wurden

Je nach ihren Eigenschaften sind Kalksteine vielseitig verwendbar. Auch dichte Kalksteine sind meist leicht zu bearbeiten und werden als Naturwerksteine verwendet.
Für die Baustoffindustrie ist Kalkstein einer der wichtigsten Rohstoffe. Dafür wird er in Kalkwerken aufbereitet und zu Branntkalk umgesetzt. Je nach Lagerstätte hat der Kalkstein beim Brennen ein unterschiedliches Verhalten hinsichtlich der Kinetik, des Energieverbrauchs und der entstehenden Branntkalkqualität. Er wird gemahlen und mit tonigen Materialien vermischt zu Zement gebrannt, welcher das Bindemittel für die Herstellung von Beton (Gemisch aus Zement, Wasser und Zuschlagstoffen wie Sand und Kies) ist. Kalkstein wird in der Glasindustrie verwendet, da es Calcium in die Glasschmelze einbringt.
Als Carbonat dient Kalkstein der Rauchgasentschwefelung. Fein gemahlener Kalkstein wird in der Land- und Wasserwirtschaft gegen die Versauerung von Böden und Gewässer benutzt. Die Calciumverbindung findet als Zuschlag in der Glasindustrie und zur Schlackebildung in der Hüttenindustrie Verwendung. Auf Grund seiner Zusammensetzung wird Kalkstein auch als Düngemittel eingesetzt.
Sehr reine Kalksteine (Weißkalk) sind Rohstoff für die chemische Industrie oder werden zu Terrazzo weiterverarbeitet (Ulmer Weißkalk).
Poröse Kalksteine, vor allem die Fossilkalke, sind eines der wichtigsten Speichergesteine für Erdöl und Erdgas. Die reichsten Erdöllagerstätten der Erde auf der Arabischen Halbinsel befinden sich in Riffkalken, die im Jura und in der Kreidezeit entstanden sind. Deshalb dient Kalkstein als Indikator bei der Prospektion von Lagerstätten.
Kalksteine geringerer Qualität, die normalerweise als Abfallprodukte betrachtet wurden, wurden in den letzten Jahren verstärkt zur Herstellung von Steinpapier eingesetzt.

## Vorkommen

### Allgemein

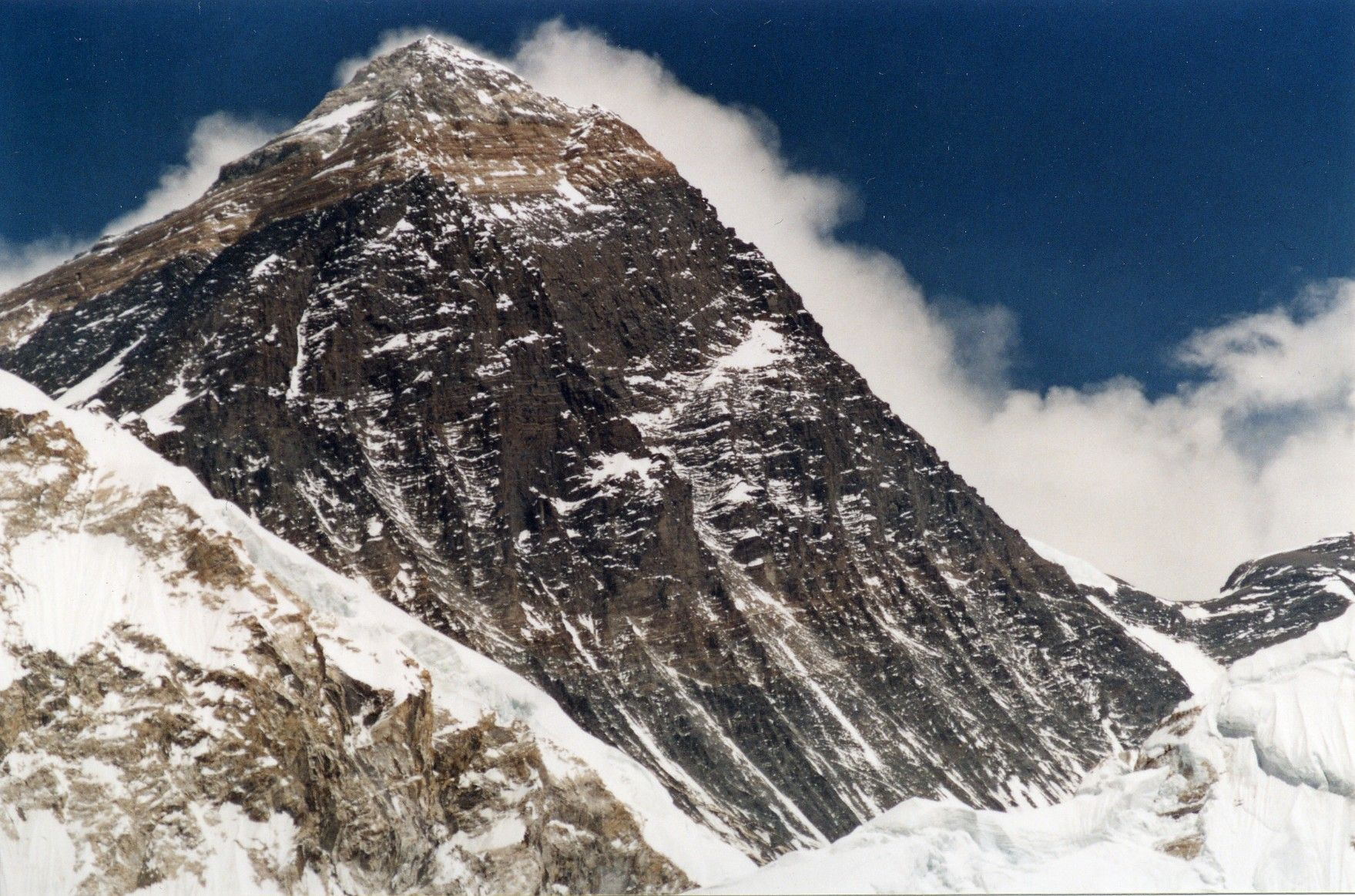
Ansicht der Gipfelpyramide des Mount Everest (zirka obere 1500 Höhenmeter) von Westen, mit dem deutlich sichtbaren Gelben Band im oberen Teil. Darunter die dunklen Schiefer der North-Col-Formation. Oberhalb des Gelben Bandes, in relativ hellem Grau, der Kalkstein der Qomolangma-Formation.

Kalksteine sind auf den Kontinenten und Schelfen sehr weit verbreitete Gesteine. Nach Angaben von Paul Williams und Derek Ford bedecken Karbonatsteine 10–15 % der nicht vereisten Landfläche. Man findet sie sowohl auf relativ alten geologischen Tafeln als auch in geologisch jungen Gebirgen. Innerhalb der sehr alten Schilde und den tiefen Meeresbecken treten sie jedoch zurück. Der allergrößte Teil der Kalksteine wurde ursprünglich im (Flach-)Meer gebildet und durch tektonische Prozesse über den Meeresspiegel gehoben. Terrestrische (auf dem Festland gebildete) Kalksteine benötigen fast immer ältere Kalksteinvorkommen in der Nähe, die als Liefergebiet des Calciums notwendig sind. Zum Beispiel sind die Kalktuffvorkommen in Thüringen immer an das Vorhandensein der Kalksteine aus dem Muschelkalk gekoppelt.
Besonders verbreitet sind Kalksteine in der nördlichen Hemisphäre. Die alten Gondwana-Kontinente sind durch relativ kleine Vorkommen besetzt, außer an ihren Rändern mit flächig jüngeren kreidezeitlichen Kalkserien wie den Nullarbor Plain in Australien. Karbonate finden sich in allen Breitengraden sowie in allen Höhen der Erdoberfläche, vom nördlichen Sibirien und dem arktischen Kanadischen Schild bis zum Mount Everest sowie Florida oder Papua-Neuguinea. So ist auch der Gipfel des Mount Everest überwiegend aus Kalkstein aufgebaut.

### Europa

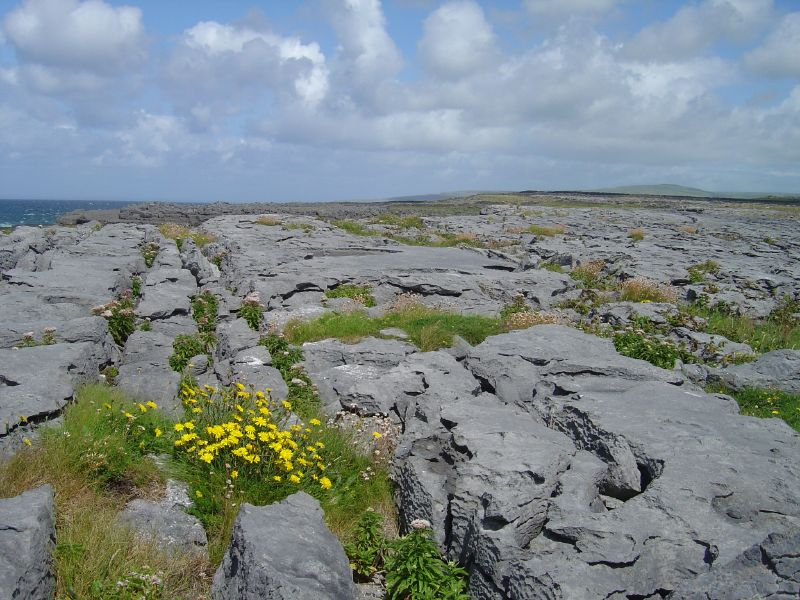
Karren im Burren, großflächige Karstlandschaft in Irland

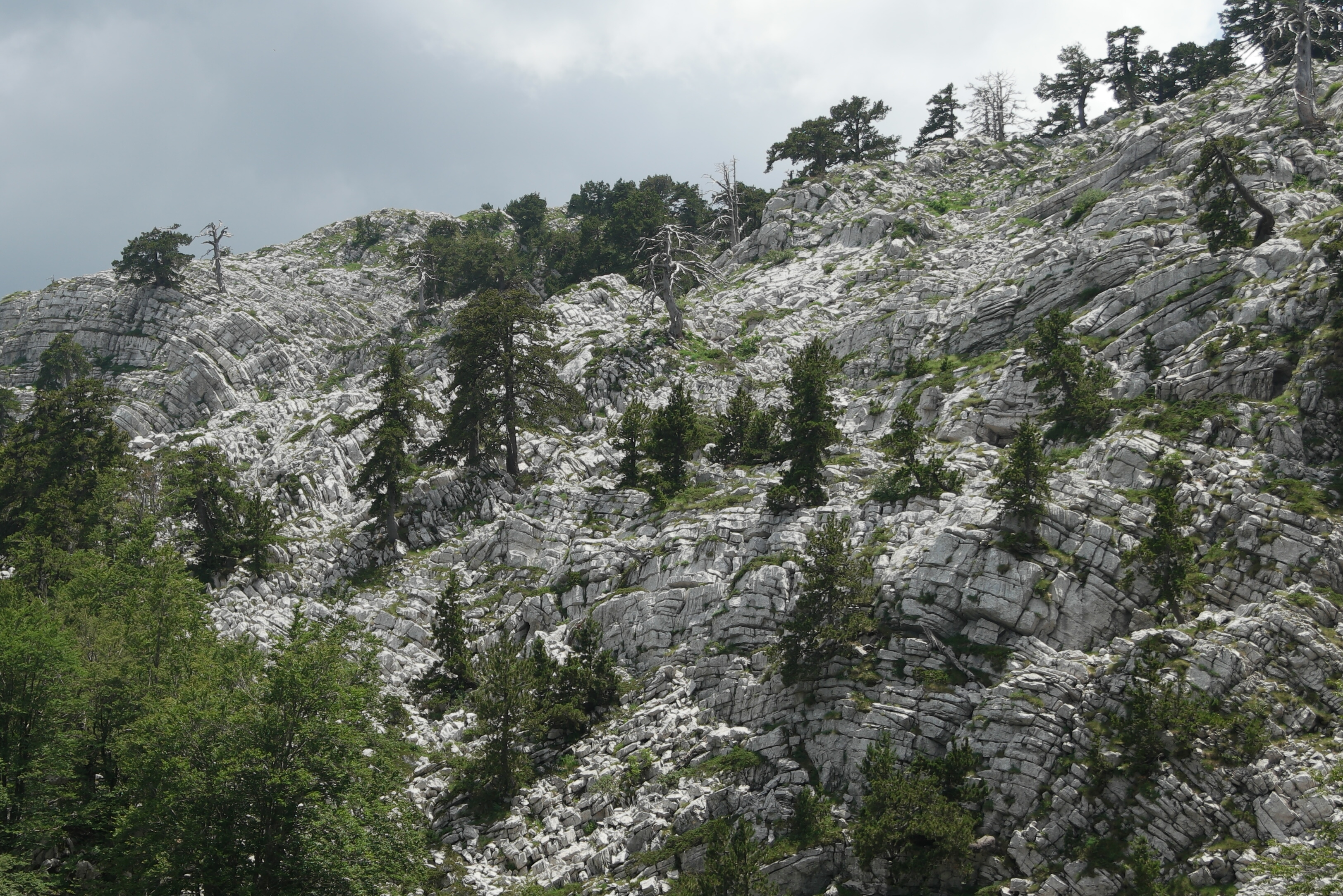
Die mächtigste Kalkserie Europas ist in der Dinarischen Karbonatplattform ausgebildet. Oberkreidezeitliche gebankte Kalke im Orjen.

Große Kalksteinvorkommen befinden sich in Mitteleuropa in Belgien (Hennegau, Wallonie), im mittleren und südlichen Teil Deutschlands (dort vor allem Kalksteine aus dem Muschelkalk und dem oberen Jura), im Schweizer und Französischen Jura sowie in den nördlichen und südlichen Alpen. Weiterhin sind Kalksteine auch als eiszeitliches Geschiebe in Norddeutschland häufig zu finden. Die Kalksteingeschiebe stammen dabei meist aus Süd- und Mittelschweden sowie aus dem mittleren und nördlichen Ostseebecken.
Großlandschaften, die ganz überwiegend von Kalkstein geprägt werden, sind zum Beispiel die Schwäbische und die Fränkische Alb sowie die nördlichen Kalkalpen oder das Dinarische Gebirge mit der vorgelagerten adriatischen Inselwelt. Das in Deutschland bekannteste Abbaugebiet befindet sich im Altmühltal mit dem Solnhofener Plattenkalk und dem Jurakalkstein.
Bedeutende Travertinvorkommen befinden sich in Deutschland in Stuttgart-Bad Cannstatt und im Thüringer Becken (z. B. Weimar-Ehringsdorf und Bad Langensalza).
Kreide tritt an zahlreichen Standorten entlang des europäischen Kreidegürtels zutage. Der Gürtel reicht von Großbritannien über Frankreich bis in die mittlere Ostsee und wird stellenweise auch abgebaut.
Seit dem Altertum wird Kalkstein abgebaut, wie beispielsweise in der römischen Zeit auf der Insel Brač (Baumaterial des Diokletianspalastes in Split) intensiv praktiziert. Zu einer der ältesten Abbaustätten für Kalkstein in Deutschland zählt der historische Kalksteinbruch Rüdersdorf in Brandenburg, der auf die Arbeit der Zisterzienser im 13. Jahrhundert zurückgeht.

### Ägypten
Im Alten Ägypten fand Kalkstein seit der ersten Dynastie als Baumaterial für die Mastabas und in der dritten bis sechsten Dynastie für die Pyramiden Verwendung. Dabei wurde der weniger gute, meist poröse Kalkstein für Fundamente und Kernbauten, der meist weiße, feine Kalkstein von östlichen Nilufer aus Mokkatam und Tura für Außenverkleidungen verwendet.
Eine ausführliche Bestimmung der altägyptischen Kalksteinbrüche wurde von Dietrich Klemm und Rosemarie Klemm vorgenommen.

### Sonderformen des Kalksteines
Besondere Varietäten:
- Faxekalk

Süßwasserkalke:
- Tropfstein
- Steinerne Rinne
- Mondmilch

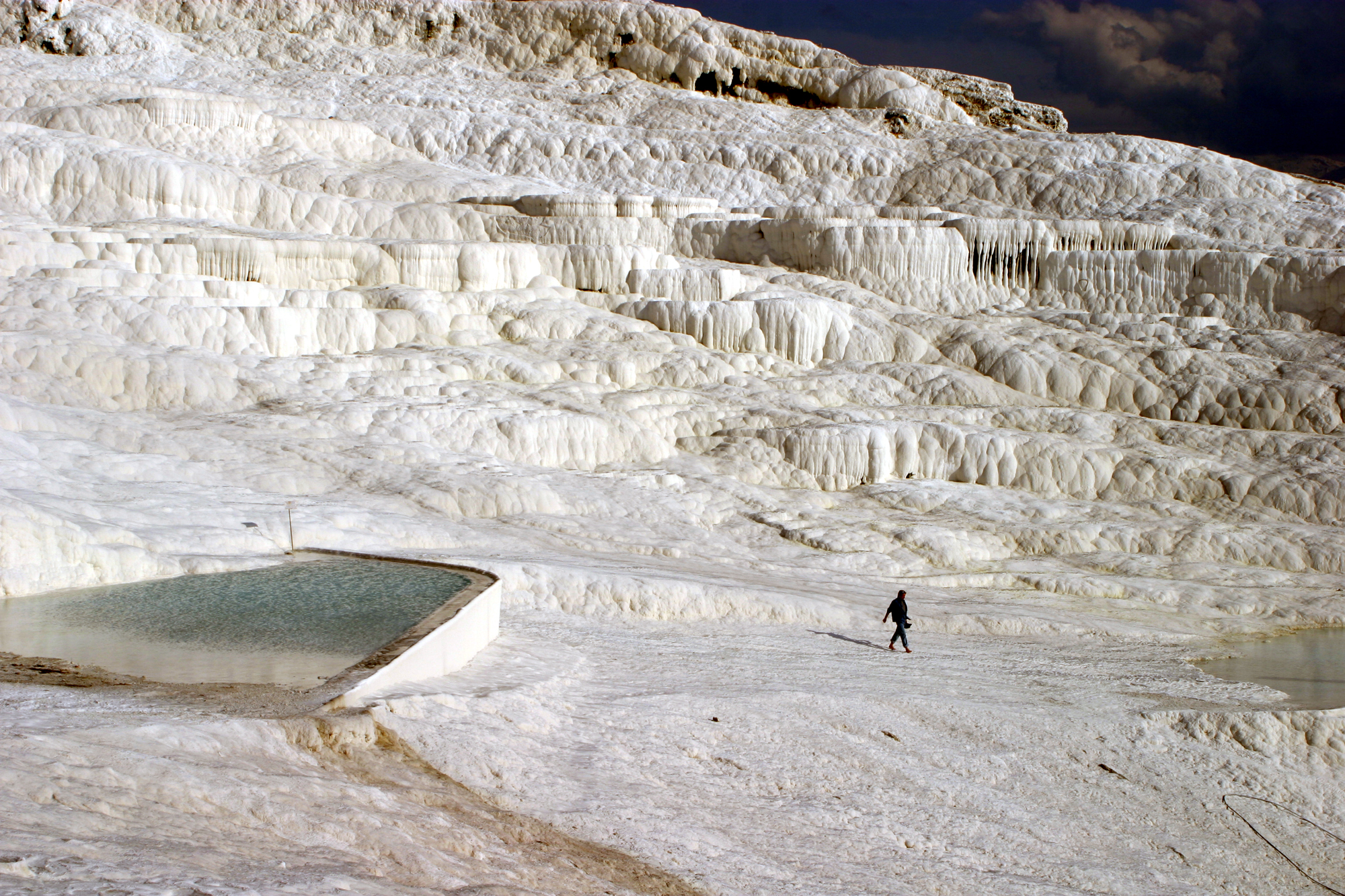
Sinterterrassen in Pamukkale, Türkei

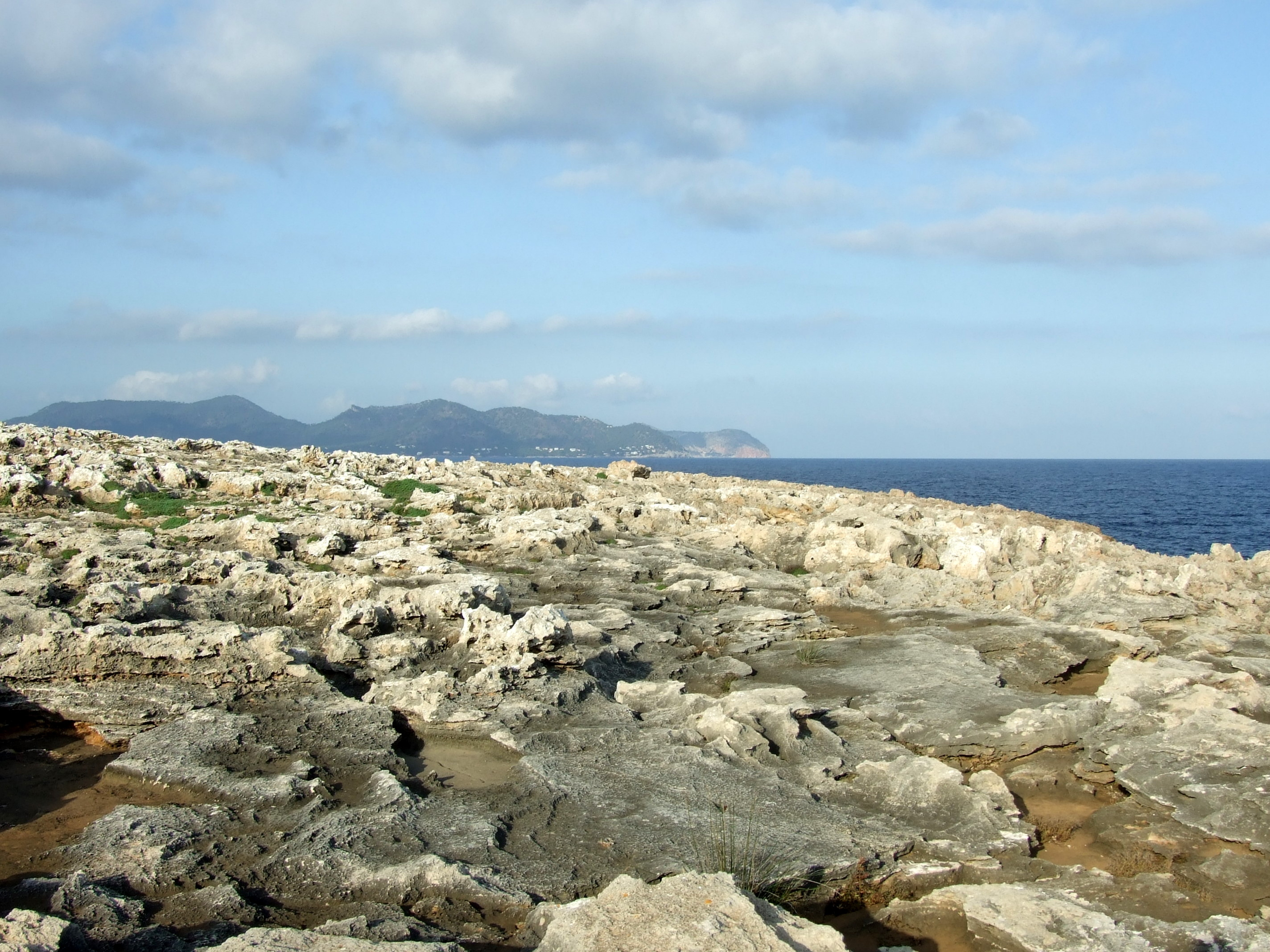
Bänke des miozänen Kalksteins Marès an der Küste der Halbinsel Punta de n’Amer auf Mallorca

- Kalk-Sinterterrassen von Pamukkale, Mammoth Hot Springs und im Nationalpark Plitvicer Seen

### Abbau
Kalkstein wird weltweit in großem Maßstab abgebaut, im Jahr 2020 entsprach das einer Menge von 427 Millionen Tonnen. Mit Abstand größter Produzent ist dabei die Volksrepublik China, deren Anteil im Jahr 2020 fast 72 % entsprach. Die vorhandenen Reserven an Kalkstein werden als sehr groß beschrieben. Eine Knappheit ist nicht zu befürchten. Einen Überblick über die Verteilung des weltweiten Abbaus gibt folgende Tabelle:
| Land                               | Fördermenge (in t) | Fördermenge (in t) |
| Land                               | 2019               | 2020               |
| ---------------------------------- | ------------------ | ------------------ |
| Australien                         | 1.980.000          | 1.980.000          |
| Belgien                            | 1.560.000          | 1.500.000          |
| Brasilien                          | 8.100.000          | 8.000.000          |
| Bulgarien                          | 1.460.000          | 1.280.000          |
| Volksrepublik China                | 310.000.000        | 310.000.000        |
| Deutschland                        | 7.100.000          | 7.100.000          |
| Frankreich                         | 2.600.000          | 2.600.000          |
| Vereinigtes Königreich             | 1.500.000          | 1.500.000          |
| Indien                             | 16.000.000         | 15.000.000         |
| Iran                               | 3.450.000          | 3.600.000          |
| Italien                            | 3.500.000          | 3.400.000          |
| Japan (Nur Branntkalk)             | 7.320.000          | 5.820.000          |
| Kanada                             | 1.710.000          | 2.060.000          |
| Malaysia                           | 1.600.000          | 1.480.000          |
| Polen (gelöschter und Branntkalk)  | 2.700.000          | 1.680.000          |
| Rumänien                           | 1.960.000          | 1.280.000          |
| Russland (Baukalk und industriell) | 11.000.000         | 11.400.000         |
| Slowenien                          | 1.190.000          | 1.200.000          |
| Spanien                            | 1.800.000          | 1.700.000          |
| Südafrika                          | 1.300.000          | 1.200.000          |
| Südkorea                           | 5.200.000          | 5.100.000          |
| Türkei                             | 4.600.000          | 4.700.000          |
| Ukraine                            | 2.250.000          | 2.340.000          |
| Vereinigte Staaten                 | 16.900.000         | 15.800.000         |
| Andere Länder                      | 15.500.000         | 15.000.000         |
| Summe (gerundet)                   | 432.000.000        | 427.000.000        |

## Natursteinsorten
- Adneter Kalkstein (Österreich)
- Kaiserstein
- Jura-Kalkstein (Bayern)
- Solnhofener Plattenkalk (Bayern)
- Elmkalkstein (Niedersachsen)
- Cannstatter Travertin (Baden-Württemberg)
- Blaustein (Naturstein) (Nordrhein-Westfalen)
- Belgisch Granit bzw. Petit Granit (Belgien)
- Irish Limestone (Irland)
- Marès (Mallorca)
- Meleke (Israel)
- Savonnières (Frankreich)
- Urgonien (Frankreich)